# Södra Bullaresjön
Södra Bullaresjön är en sjö i Munkedals kommun och Tanums kommun i Bohuslän och ingår i Enningdalsälvens huvudavrinningsområde. Sjön är 19,5 meter djup, har en yta på 10,2 kvadratkilometer och befinner sig 44,1 meter över havet. Södra Bullaresjön ligger i Långevallsälven Natura 2000-område. Vid provfiske har bland annat abborre, braxen, gädda och löja fångats i sjön.

## Delavrinningsområde
Södra Bullaresjön ingår i det delavrinningsområde (651624-125422) som SMHI kallar för Utloppet av Södra Bullaresjön. Medelhöjden är 93 meter över havet och ytan är 87,55 kvadratkilometer. Räknas de 29 avrinningsområdena uppströms in blir den ackumulerade arean 507,39 kvadratkilometer. Avrinningsområdets utflöde Enningdalsälven (Nordaneälven) mynnar i havet. Avrinningsområdet består mestadels av skog (52 %), öppen mark (16 %) och jordbruk (17 %). Avrinningsområdet har 10,1 kvadratkilometer vattenytor vilket ger det en sjöprocent på 11,5 %.

## Fisk
Vid provfiske har följande fisk fångats i sjön:
- Abborre
- Braxen
- Gädda
- Löja
- Mört
- Nors
- Regnbåge
- Sarv
- Öring